# Semaine 36
D'après la norme ISO 8601, une semaine débute un lundi et s'achève un dimanche, et une semaine dépend d'une année lorsqu'elle place une majorité de ses sept jours dans l'année en question, soit au moins quatre. Dès lors, la semaine 36 est la semaine du trente-sixième jeudi de l'année. Elle suit la semaine 35 et précède la semaine 37 de la même année.
La semaine 36 est pratiquement toujours la semaine du 6 septembre, sauf exceptionnellement, dans le cas d'une année bissextile commençant un jeudi.
Elle commence au plus tôt le 30 août et au plus tard le 6 septembre.
Elle se termine au plus tôt le 5 septembre et au plus tard le 12 septembre.

## Notations normalisées
La semaine 36 dans son ensemble est notée sous la forme W36 pour abréger.
| Jour de la semaine 36 | Notation |
| --------------------- | -------- |
| Lundi                 | W36-1    |
| Mardi                 | W36-2    |
| Mercredi              | W36-3    |
| Jeudi                 | W36-4    |
| Vendredi              | W36-5    |
| Samedi                | W36-6    |
| Dimanche              | W36-7    |

## Cas de figure
| Cas | Le 31 décembre est… | L'année est une année… | Le trente-sixième jeudi de l'année tombe… | La semaine 36 débute…  | La semaine 36 s'achève…  | Premier cas après 2008 |
| --- | ------------------- | ---------------------- | ----------------------------------------- | ---------------------- | ------------------------ | ---------------------- |
| 0   | Un vendredi         | bissextile DC          | Le 2 septembre                            | Le lundi 30 août       | Le dimanche 5 septembre  | 2032                   |
| 1   | Un jeudi            | D ou ED                | Le 3 septembre                            | Le lundi 31 août       | Le dimanche 6 septembre  | 2009                   |
| 2   | Un mercredi         | E ou FE                | Le 4 septembre                            | Le lundi 1er septembre | Le dimanche 7 septembre  | 2014                   |
| 3   | Un mardi            | F ou GF                | Le 5 septembre                            | Le lundi 2 septembre   | Le dimanche 8 septembre  | 2013                   |
| 4   | Un lundi            | G ou AG                | Le 6 septembre                            | Le lundi 3 septembre   | Le dimanche 9 septembre  | 2018                   |
| 5   | Un dimanche         | A ou BA                | Le 7 septembre                            | Le lundi 4 septembre   | Le dimanche 10 septembre | 2017                   |
| 6   | Un samedi           | B ou CB                | Le 8 septembre                            | Le lundi 5 septembre   | Le dimanche 11 septembre | 2011                   |
| 7   | Un vendredi         | C                      | Le 9 septembre                            | Le lundi 6 septembre   | Le dimanche 12 septembre | 2010                   |

1. 1 2 3  Dans ce cas, l'année compte une semaine 53.